# St. Marien (Freudenberg)

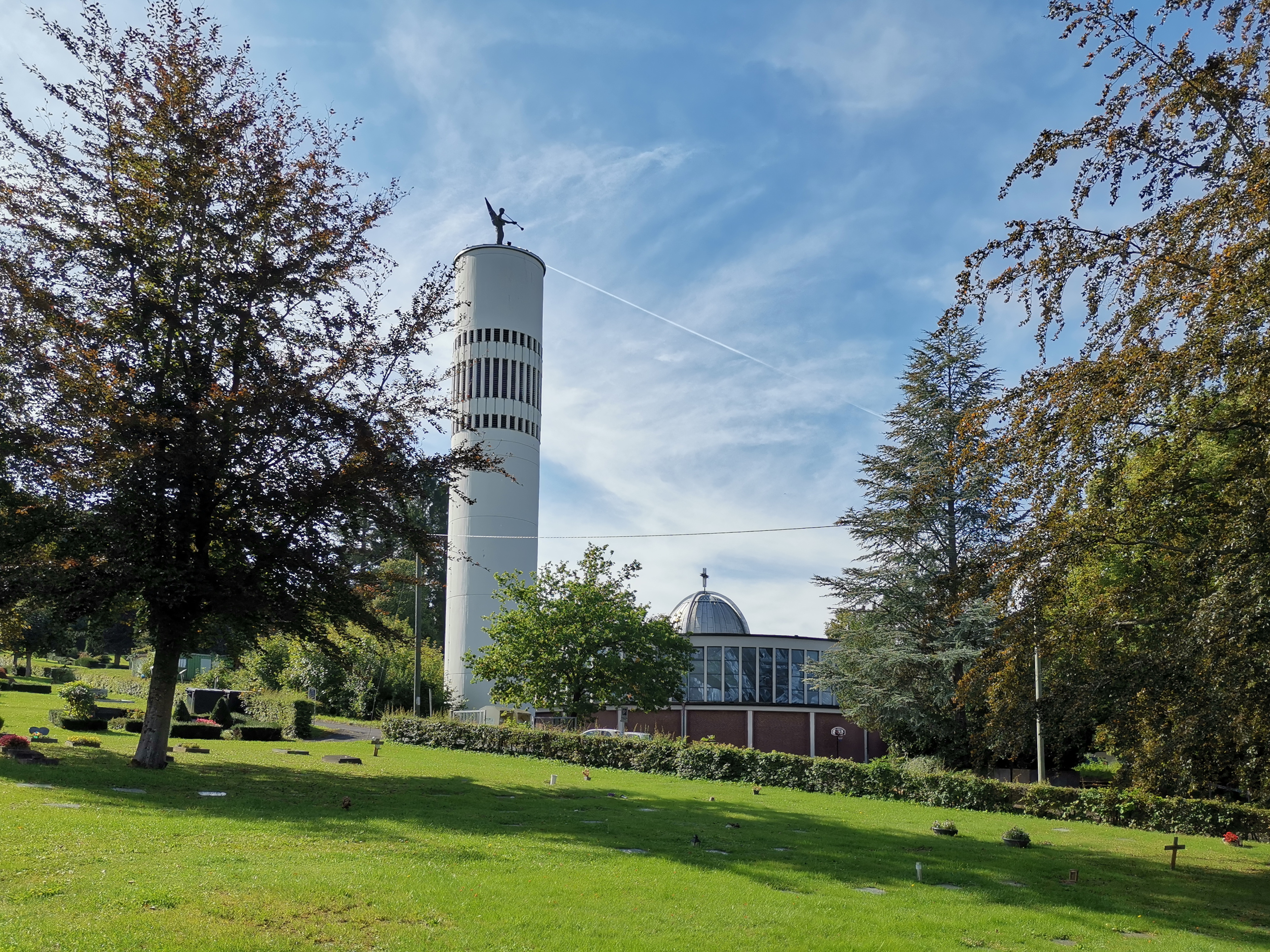
Pfarrkirche St. Marien

Die katholische Pfarrkirche St. Marien ist ein ortsbildprägendes Kirchengebäude in Freudenberg im Kreis Siegen-Wittgenstein (Nordrhein-Westfalen). Die Gemeinde gehört zum Pastoralverbund Hüttental Freudenberg im Erzbistum Paderborn. Das Gebäude ist die erste konsequente Rundkirche im Erzbistum, die halbkreisförmige Anordnung des Gestühls sind auch im Aufriss deutlich.

## Geschichte und Architektur

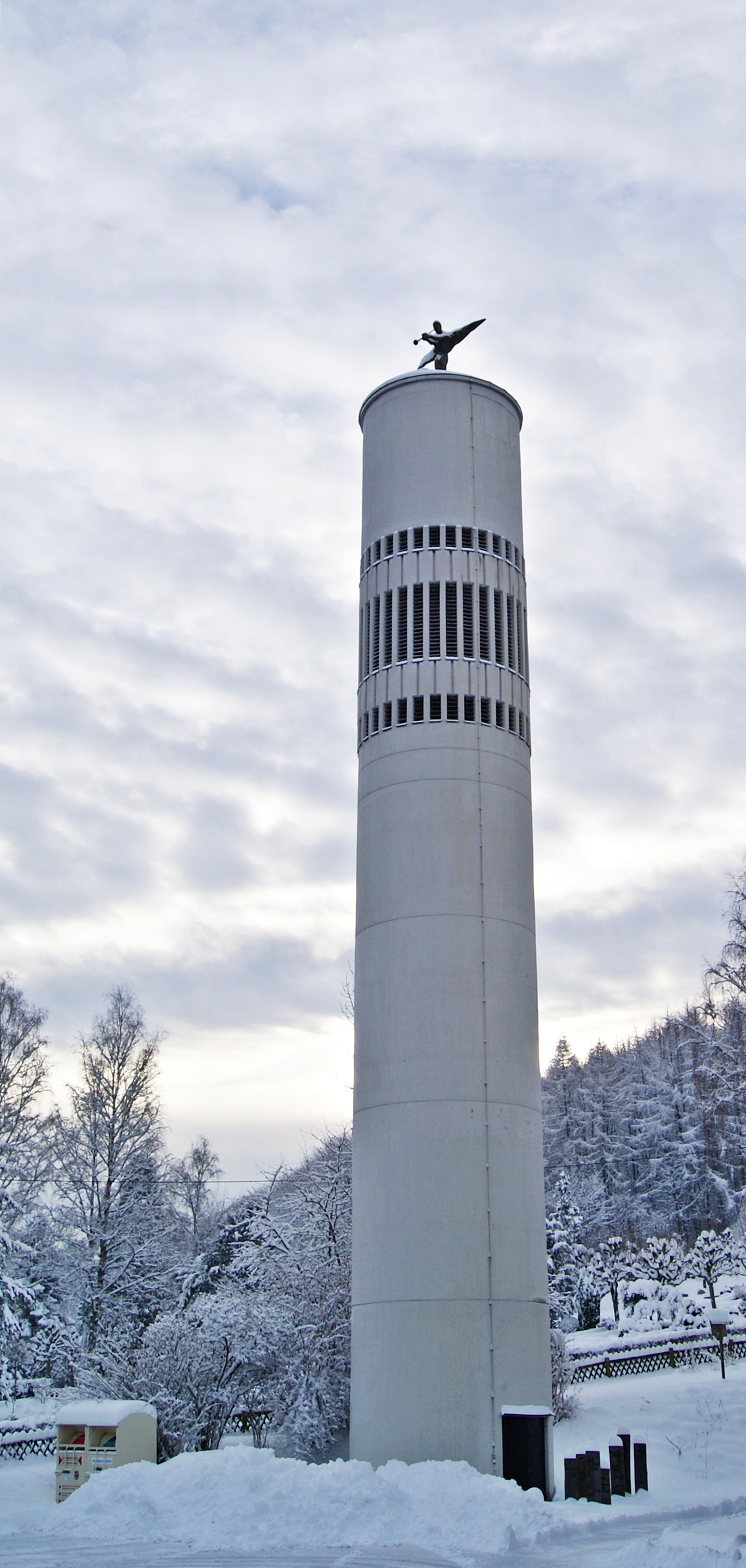
Turmzylinder mit Gerichtsengel

Die Vorgängerkirche wurde von 1874 bis 1875 unter der Leitung von Gerhard August Fischer in neugotischen Formen errichtet. Sie wurde zu klein und baufällig. Die wenig geschätzte Architektur sollte durch eine zeitgemäße Gestaltung ersetzt werden. Zudem sollte eine entsprechend der neuen liturgischen Ordnung gestaltete Kirche mit dem Altar als formalem Mittelpunkt geschaffen werden. Das Baugrundstück für das neue Gebäude liegt unterhalb eines Hanges und ist vom Friedhof und parkähnlich gestalteten Grünflächen umgeben; vom oberhalb des Gebäudes liegenden Friedhof ist die Sicht auf das Dach möglich. Das Bauwerk des Architekten Aloys Sonntag basiert auf Ideen von Gottfried Böhm.
Den Mittelpunkt des aus einer Kreisform entwickelten Kirchengebäudes bildet die Altarzone, die geringfügig angehoben und halbkreisförmig von den Gestühlblöcken umgeben ist. Um das Gestühl führt ein Gang, über den auf der rechten Seite, die frühere Taufkapelle und auf der linken Seite, eine Seitenkapelle erschlossen ist. Der Altarraum ist durch eine hohe, gerundete Stirnwand abgeschlossen, hinter der die Sakristei untergebracht ist. Die durchlichtete Kuppel über dem Altar zeichnet sich nach außen ab und verdeutlicht den Standort des Altares.
Ein separater Portalbau mit Windfang beinhaltet die beiden Portale, der Windfang tritt, so wie die Orgelempore aus der Kreisform vor. Der Portalbau ist gänzlich aus Betonwaben hergestellt. Ein flaches Vordach ruht auf zwei Stützen und deckt den breiten Eingang. Im Bereich des Umganges sind die fensterlosen Wände durch Stützen gegliedert. Der Obergaden ist verglast. An der Südseite wurde 1980 die Marienkapelle angebaut.
Der Turmzylinder von 1971 steht frei über einem runden Grundriss, er ist mit einer Kuppel abgeschlossen, die nach allen Seiten zur Wirkung kommt und von einem Posaune blasenden, drei Meter hohen Gerichtsengel mit drei Flügeln bekrönt. Er wurde von dem Bildhauer J. Joest aus Frankfurt geschaffen.

## Ausstattung
- Der blockartige Altar bildet den Mittelpunkt der Kirche.[4] Er wurde von dem Bildhauer J. Baron aus griechischem Kristallino angefertigt. Der Altar ist mit Adler, Löwe und Stier, einem Wesen mit menschlichem Gesicht und einigen Augen und Flügeln verziert. In dem Reliquiar an der Vorderseite werden Reliquien des Liborius aufbewahrt.
- Verschiedene Bronzearbeiten, wie eine Madonna, der Osterleuchter, und der Ambo stammen auch aus der Werkstatt Baron.
- Die Tabernakelsäule ist ebenfalls eine Arbeit des Bildhauers Baron.[5]
- Die raumprägenden Glasmalereien in den hohen Lichtgaden sind Arbeiten von Georg Meistermann.[5] Der Künstler zeigt eine verzahnte und verdichtete Komposition, die über Intervalle fortlaufend zu deuten sein sollen.[6]
- Die Kreuzwegstationen wurden in der Werkstatt Walter Mellmann gefertigt, auffällig bei allen Stationen ist das Hinauskragen über die Ränder. Sie zeigen alle das Formalelement der Diagonalen und gelten als künstlerisch aussagekräftig.

### Orgel
Die Orgel auf der Empore wurde 1967 durch den Orgelbauer Anton Feith (Paderborn) erbaut. Das Schleifladen-Instrument hat 25 Register (1750 Pfeifen) auf zwei Manualen und Pedal. Die Spiel- und Registertrakturen sind elektrisch.
| I Hauptwerk C–g3 |               |       |
| 1.               | Gedacktpommer | 16′   |
| 2.               | Prinzipal     | 8′    |
| 3.               | Spitzflöte    | 8′    |
| 4.               | Oktave        | 4′    |
| 5.               | Flötgedackt   | 4′    |
| 6.               | Quinte        | 2 ⁄3′ |
| 7.               | Waldflöte     | 2′    |
| 8.               | Mixtur V      | 1 ⁄3′ |
| 9.               | Trompete      | 8′    |

| II Schwellwerk C–g3 |              |        |
| 10.                 | Holzgedackt  | 8′     |
| 11.                 | Rohrflöte    | 8′     |
| 12.                 | Prinzipal    | 4′     |
| 13.                 | Koppelflöte  | 4′     |
| 14.                 | Oktave       | 2′     |
| 15.                 | Terz         | 1 3⁄5′ |
| 16.                 | Quinte       | 1 ⁄3′  |
| 17.                 | Scharff IV   | 1′     |
| 18.                 | Rohrschalmey | 8′     |
|                     | Tremulant    |        |

| Pedalwerk C–f1 |               |       |
| 19.            | Subbaß        | 16′   |
| 20.            | Prinzipal     | 8′    |
| 21.            | Gemshorn      | 8′    |
| 22.            | Piffaro II    | 4′    |
| 23.            | Hintersatz IV | 2 ⁄3′ |
| 24.            | Fagott        | 16′   |
| 25.            | Clarine       | 4v    |

- Koppeln: II/I, I/P, II/P (auch als Superoktavkoppel)
- Spielhilfen: Zwei freie Kombination, Tutti, eine freie Pedalkombination, Registercrescendo, Einzelabsteller.